# École nationale supérieure des mines de Nancy
Die École nationale supérieure des mines de Nancy ist eine französische Ingenieurschule in Nancy, auf dem Campus der Institut national polytechnique de Lorraine.
Sie ist Mitglied der Conférence des Grandes Ecoles. Mit einem multi-disziplinären Lehrplan bildet sie innerhalb von drei Jahren Ingenieure aus, die danach hauptsächlich in der Wirtschaft arbeiten: Ziel der Ausbildung ist der sogenannte Master Ingénieur Mines Nancy.

## Diplome Mines Nancy
- Master Ingénieur Mines Nancy
- Masters Forschung Ingenieurwissenschaft
- Masters Professional Ingenieurwissenschaft
- Graduiertenkolleg: PhD Doctorate
- Mastère spécialisé

## Berühmte Absolventen
- Patrick Cousot (* 1948), französischer Informatiker
- Alain Geismar (* 1939), promovierter französischer Physiker, Buchautor und Politiker
- Jean-Claude Trichet (* 1961), französischer Finanzexperte und -politiker